# Bohumiljania
Bohumiljania là một chi bọ cánh cứng trong họ Chrysomelidae.
Chi này được Monros miêu tả khoa học năm 1958.

## Các loài
Chi này gồm các loài:
- Bohumiljania humboldti Jolivet, Verma & Mille, 2005